# Гуантанамо (город)
Гуанта́намо (исп. Guantánamo) — город на юго-востоке Кубы, административный центр провинции Гуантанамо.
В 15 км от города, на берегу залива Гуантанамо, расположена военная база Гуантанамо США (вечная аренда с 1903 года), на территории которой находится так называемая «тюрьма в Гуантанамо». Куба требует возвращения принадлежащей ей территории суши и моря в районе Гуантанамо.

## История
Название «гуантанамо» происходит из языка таино и означает «земля между рек». Первое упоминание относится к 1510 году.
Город основан в 1514 году.
В 1962 году здесь началось издание провинциальной газеты «Venceremos».
В 1970 году численность населения составляла 134,1 тыс. человек, здесь действовали предприятия пищевой и текстильной промышленности, а также завод напильников.
В 1977 году при содействии ГДР здесь был построен и введён в эксплуатацию полиграфический комбинат им. Хуана Маринелло.
В 1987 году население составляло 179 тыс. человек, основой экономики являлись пищевкусовая, текстильная и обувная промышленность.

## Транспорт
Узел автодорог и узловая станция Кубинской железной дороги.